# 薛姓
薛姓是一個漢字文化圈的姓氏，在古籍《百家姓》中排名第68位。值得注意的是「薛」與「薜」（當歸）的寫法相當接近。

## 起源
「薛」主要源出有四：
- 以國名為氏，源出任姓：黃帝共有二十五子，分十二姓，其中一子名禺陽，因封於任（今山東濟寧市）而得任姓。後傳至十二世孫奚仲, 夏禹臣, 造車, 為夏車正, 為薛姓之祖。其裔孫仲虺為商湯左相, 與右相伊尹助湯伐桀, 創立商朝。《左传·定公元年》记载：「薛之皇祖奚仲居薛，以为夏车正，奚仲迁于邳。仲虺居薛，以为汤左相」。據《元和姓纂》，奚仲居於薛（今山東滕縣），一度遷於邳（今山東微山）。其後人祖己之七世孫曰成，舉國遷于摯（今河南平輿），改號摯國。商末，周伯季歷娶摯國女大任，生子西伯昌。西伯昌即為周文王，勵精圖治，死後周武王繼位。武王克殷，封外祖摯為薛侯於薛國故地。春秋後期為齊國所滅，遷至下邳（今江蘇邳縣)。戰國時公子登仕楚，為大夫，楚懷王賜沛，逐以原國名「薛」為氏。
- 太昊伏羲氏後裔,  源出風姓: 伏羲三皇之一,  燧人氏之子。 正姓氏,  制嫁娶,  以風為姓。據《通志·氏族略》記載，任姓, 太昊之後，故址在今山東濟寧一帶。有仍氏乃太昊之後, 夏朝君主相之皇后缗, 来自有仍氏。後相遭东夷寒浞殺害。缗逃回娘家。 不久生子少康。 少康中興後, 封其外祖有仍氏於任（今山東濟寧市), 或曰仲虺為有仍氏之後, 居薛城, 其後裔遂以「薛」為氏。
- 帝舜後裔，源出媯姓：陈胡公後人公子完，因国乱奔姜齊，為大夫，改田氏, 傳至田和時田氏代齊，而建田齐。战国时，田嬰因功封于薛国故地，其子孟尝君田文，襲其食邑，任齐国宰相。據《吳錄》所載，孟嘗君封於薛國故地，後薛地勢力龐大，齊國聯合魏國將其滅亡，秦滅六國後，孟尝君後人逐以「薛」為氏。
- 為鮮卑複姓所改。據《魏書．官氏誌》所載，南北朝時，北魏有代北複姓「叱乾氏」，孝文漢化後，定居中原，改為漢姓「薛」氏。

## 遷徙
薛姓发源于今山东境内，後沿黄河向西迁徙，早期分布於高平、沛国、汝南、河东等地，並以四郡为郡望，河東最盛。魏晉時一部分薛姓人士南下，進入了閩浙。唐末居於河南的薛姓又有一部分南移，並直達廣東；清初薛姓人士登陸台灣開墾土地。

## 其他有關條目
- 河東薛氏

## 外部連結
[在维基数据编辑]
 《百家姓》
 《欽定古今圖書集成·明倫彙編·氏族典·薛姓部》，出自陈梦雷《古今圖書集成》